# The Art of Rebellion
The Art of Rebellion è il quinto album dei Suicidal Tendencies, pubblicato nel 1992 dall'etichetta discografica Epic Records per la Sony Music Inc.
È stato registrato agli Ocean Way Studios di Hollywood, e ai Ground Control Studios di Santa Monica, prodotto da Peter Collins per Jill Music Ltd., arrangiato da Paul Northfield, missato da Paul Northfield e Peter Collins agli Skip Saylor Studios di Hollywood, e mastering di Bob Ludwig del Masterdisk di New York.

## Tracce
1. Can't Stop (Mike Muir) - 6:39
2. Accept My Sacrifice (Muir, Robert Trujillo) - 3:30
3. Nobody Hears (Muir, Rocky George) - 5:34
4. Tap into the Power (Muir, Mike Clark) - 3:43
5. Monopoly on Sorrow (Muir) - 5:13
6. We Call This Mutha Revenge (Muir, Clark) - 4:51
7. I Wasn't Meant to Feel This / Asleep at the Wheel (Muir) - 7:07
8. Gotta Kill Captain Stupid (Muir, Clark) - 4:02
9. I'll Hate You Better (Muir, Clark) - 4:18
10. Which Way to Free? (Muir, George) - 4:30
11. It's Going Down (Muir) - 4:27
12. Where's the Truth? (Muir, George) - 4:14

## Formazione
- Mike Muir - voce
- Rocky George - chitarra
- Mike Clark - chitarra
- Robert Trujillo - basso
- Josh Freese - batteria
- John Webster - tastiere
- Dennis Karmazyn - violoncello